# Janko Premrl
Janko Premrl - Vojko, slovenski partizan in narodni heroj, * 29. februar 1920, Podnanos, † 22. februar 1943, Brinov grič, Idrijski Log.

## Življenjepis
Janko Premrl se je kot prvorojenec rodil v zavedni slovenski družini. Njegov stric Stanko Premrl je bil znan skladatelj in organist, njegov drugi stric pa major v vojski Kraljevine Jugoslavije.
V Gorici je hodil v srednjo trgovsko šolo. Že tam je okrog sebe zbiral enako misleče in med Slovenci ter fašisti je pogosto prihajalo do pretepov, zaradi česar ga je oče nazadnje vzel iz šole. Ko ni več hodil v šolo, pa je sam nadaljeval z učenjem in bil kasneje znan po tem, da je na pamet znal veliko slovenskih in jugoslovanskih pesmi. 
Sodeloval je tudi v antifašištičnem gibanju in po zvezah z Ljubljano dobival ter razpečeval slovenske knjige. Zagovarjal je politiko upora proti sovražniku in med drugim pripravil neuspel atentat na podnanoškega učitelja Tovalaccija, ki je bil znan po krutosti do slovenskih otrok. Januarja 1942 mu je Ivan Kosovel, podčastnik in vodja slovenskega krožka, izposloval dokumente za dopust, s katerimi je Premrl pobegnil iz vojske.
Ker so Italijani požgali domačo hišo in družino odgnali v internacijo, je Vojko odšel neposredno v partizane in 3. februarja 1942 postal borec Primorske čete. Kot vodja skupine partizanov se je izkazal 18. aprila v boju na Nanosu in še v osmih uspelih akcijah v naslednjih treh mesecih.
Junija 1942 ga je Posebno sodišče za zaščito države v Rimu obsodilo na smrt. 20. avgusta je goriški prefekt Cavani za njim izdal tiralico in na njegovo glavo razpisal 50.000 lir nagrade.
Ko je bil ustanovljen Gregorčičev bataljon, je bil imenovan za namestnika komandanta in postal komandir Zgornjevipavske ter nato Trnovske čete. V drugi polovici septembra 1942 se je s četo utaboril na Črnem Vrhu, najprej v bližini Griž, nato pa na Brinovem Griču. S tega območja je četa nadzirala Trnovski gozd. Ker je bilo taborišče dobro zakrito, so tam ostali kar šest mesecev.
13. februarja 1943 ga je Štab primorske operativne cone imenoval za komandanta 1. primorske partizanske brigade Andreja Laharnarja. Ta zaradi njegove bližnje smrti in zaposlenosti enot s spremljanjem prostovoljcev v osrednjo Slovenijo ni bila nikoli ustanovljena.
Ko se je 16. februarja 1943 od Brusa v Idrijski Beli kolona italijanske gozdne milice selila v Idrijo, sta jo napadli dve desetini partizanov pod Vojkovim vodstvom. Vojko se je dvignil, da bi se premaknil na drug položaj, takrat pa ga je po pričevanju soborca v trebuh zadela zablodela krogla manjšega kalibra, verjetno iz oficirske pištole. Ker je bil hudo ranjen, se je četa takoj umaknila v taborišče na Brinovem griču. V »Strugu«, zgornjem toku reke Idrijce, je Janku posvečena spominska plošča, t.i. Vojkova plošča. 
Zaradi izrednega stanja na italijanski strani, si zdravnik ni upal iz Idrije in je dal le napotke za zdravljenje. Ko je zdravnik končno prišel, je bilo že prepozno. V teh dneh sta se v taborišču mudila tudi Franc Leskošek - Luka in Albert Jakopič - Kajtimir, ki sta mu sporočila, da je bil imenovan za komandanta brigade. Vojko pa je pripomnil, da tega ne bo dočakal, in umrl v noči na 22. februar. 
Po 1990 so partizanskemu gibanju nasprotni pisci razširjali govorice, da je bil ustreljen v hrbet s strani soborca, ker je bil v svoji gorečnosti za pravičnost in enakost (pa tudi v svoji veri v Boga) moteč za Komunistično partijo. O govoricah po njegovi smrti je poročala njegova sestra Radoslava Premrl v knjigi Moj brat Janko Vojko. To so zanikali nekateri njegovi soborci, nekateri pa potrdili.  Nekateri drugi so sumili, da aktivisti Komunistične partije niso dovolili zdravniku v Idriji, da bi mu prišel pomagat, dokler ni bilo prepozno. Umrl je po sedmih dneh. Čeprav ni dokumentov o njegovem članstvu v organizaciji TIGR, ga nekateri navajajo med tigrovci. Sestri je povedal, da bo po vojni postal »popolni komunist«.

## Spomin
Na drugem zasedanju AVNOJ v Jajcu je bil imenovan za narodnega heroja. Po njem se je imenovala 16. SNOUB "Janko Premrl-Vojko". Po njem se imenujejo ulice v Idriji, Ljubljani, Kopru, Mariboru, Novi Gorici, Solkanu, Vipavi, Ajdovščini, Celju, Cerknem, Anhovem, Desklah, Plavah, Piranu, Luciji, Divači, Portorožu in v Beogradu, do 1. septembra 2006 pa tudi nekdanja Osnovna šola Janka Premrla-Vojka Koper.
V njegov spomin planinsko društvo Podnanos – z začetkom leta 1983 – vsako leto organizira Tradicionalni pohod po Vojkovih poteh na Nanosu.